# 코이즈미 쿄코
코이즈미 쿄코(일본어: 小泉今日子 고이즈미 교코[*], 1966년 2월 4일 ~ )는 일본의 가수, 배우이다. 소속사는 버닝 프로덕션이며, 별명은 '쿙쿙'(キョンキョン)이다.

## 약력
가나가와현 아쓰기시 출신으로, 1981년에 니혼 TV의 한 방송 프로그램에서 이시노 마코의 노래 《그이가 첫사랑》을 모창해 주목을 끌었으며, 같은 해 이시노 마코의 소속사였던 버닝 프로덕션, 음반사 빅터 엔터테인먼트와 계약한다. 이듬해인 1982년 3월 21일에 싱글 앨범 《나의 열여섯살》을 첫 앨범으로 내며 데뷔했다. 코이즈미는 같은 해에 데뷔한 호리 치에미, 미타 히로코, 이시카와 히데미, 마츠모토 이요, 하야미 유, 나카모리 아키나, 시부가키대 등과 함께 "꽃다운 82라인" (일본어: 花の82年組 하나노 하치주니넨구미[*])이라 불렸다.
1990년대 초반 동일본 여객철도가 찍은 여러 광고에 출연하였으며, 2005년 1월 요미우리 신문의 독서위원이 되어 일요일자 독서면의 서평을 담당하고 있다.

## 음반 목록

### 싱글
|      | 발매일           | 타이틀                                       | 최고 순위 | 등장 주수 |
| ---- | ---------------- | -------------------------------------------- | --------- | --------- |
| 1st  | 1982년 3월 21일  | 私の16才                                     | 22        | 27        |
| 2nd  | 1982년 7월 5일   | 素敵なラブリーボーイ                         | 19        | 14        |
| 3rd  | 1982년 9월 21일  | ひとり街角                                   | 13        | 17        |
| 4th  | 1983년 2월 5일   | 春風の誘惑                                   | 10        | 12        |
| 5th  | 1983년 5월 5일   | まっ赤な女の子                               | 8         | 16        |
| 6th  | 1983년 7월 21일  | 半分少女                                     | 4         | 14        |
| 7th  | 1983년 11월 1일  | 艶姿ナミダ娘                                 | 3         | 17        |
| 8th  | 1984년 1월 1일   | クライマックス御一緒に (안미츠공주 명의)     | 4         | 12        |
| 9th  | 1984년 3월 21일  | 渚のはいから人魚/風のマジカル                | 1         | 13        |
| 10th | 1984년 6월 21일  | 迷宮のアンドローラ/DUNK                      | 1         | 15        |
| 11th | 1984년 9월 21일  | ヤマトナデシコ七変化                         | 1         | 13        |
| 12th | 1984년 11월 7일  | ヤマトナデシコ七変化 (12インチ) (KYON2 명의) | 5         | 9         |
| 13th | 1984년 12월 21일 | The Stardust Memory                          | 1         | 13        |
| 14th | 1985년 4월 10일  | 常夏娘                                       | 1         | 11        |
| 15th | 1985년 6월 8일   | ハートブレイカー (KYON2 명의)                | 6         | 6         |
| 16th | 1985년 7월 25일  | 魔女                                         | 1         | 10        |
| 17th | 1985년 11월 21일 | なんてったってアイドル                       | 1         | 15        |
| 18th | 1986년 4월 30일  | 100%男女交際                                 | 2         | 9         |
| 19th | 1986년 7월 10일  | 夜明けのMEW                                  | 2         | 14        |
| 20th | 1986년 11월 19일 | 木枯しに抱かれて                             | 3         | 17        |
| 21st | 1987년 2월 25일  | 水のルージュ                                 | 1         | 10        |
| 22nd | 1987년 5월 1일   | 水のルージュ (12インチ)                      | 4         | 4         |
| 23rd | 1987년 7월 1일   | Smile Again                                  | 2         | 12        |
| 24th | 1987년 10월 21일 | キスを止めないで                             | 1         | 13        |
| 25th | 1988년 3월 9일   | GOOD MORNING-CALL                            | 2         | 12        |
| 26th | 1988년 10월 26일 | 快盗ルビイ                                   | 2         | 12        |
| 27th | 1989년 5월 10일  | Fade Out                                     | 2         | 9         |
| 28th | 1989년 11월 1일  | 学園天国                                     | 3         | 21        |
| 29th | 1990년 3월 1일   | 見逃してくれよ!                              | 1         | 13        |
| 30th | 1990년 6월 21일  | La La La…                                    | 10        | 7         |
| 31st | 1990년 9월 21일  | 丘を越えて                                   | 10        | 9         |
| 32nd | 1991년 5월 21일  | あなたに会えてよかった                       | 1         | 32        |
| 33rd | 1992년 6월 3일   | 自分を見つめて/1992年、夏                    | 4         | 13        |
| 34th | 1993년 2월 3일   | 優しい雨                                     | 2         | 15        |
| 35th | 1994년 2월 2일   | My Sweet Home                                | 4         | 14        |
| 36th | 1994년 11월 14일 | 月ひとしずく                                 | 7         | 11        |
| 37th | 1995년 11월 1일  | BEAUTIFUL GIRLS                              | 14        | 11        |
| 38th | 1996년 10월 23일 | オトコのコ オンナのコ                        | 19        | 4         |
| 39th | 1998년 10월 7일  | Nobody can,but you                           | 78        | 1         |
| 40th | 1999년 8월 4일   | for my life                                  | 33        | 2         |
| 41th | 2013년 7월 31일  | 潮騒のメモリー (아마노 하루코 명의)          | 2         | TBA       |

### 앨범

#### 오리지널 앨범
1. マイ・ファンタジー (1982년 8월 21일)
2. 詩色の季節 (1982년 12월 16일)
3. Breezing (1983년 7월 5일)
4. WHISPER (1983년 12월 16일)
5. Betty (1984년 7월 21일)
6. Today's Girl (1985년 2월 21일)
7. Flapper (1985년 7월 5일)
8. 今日子の清く楽しく美しく (1986년 2월 21일)
9. Liar (1986년 7월 23일)
10. Hippies (1987년 3월 5일)
11. Phantasien (1987년 7월 21일)
12. BEAT POP (1988년 4월 5일)
13. ナツメロ (1988년 12월 17일)
14. KOIZUMI IN THE HOUSE (1989년 5월 21일)
15. No.17 (1990년 7월 21일)
16. afropia (1991년 7월 26일)
17. Banbinater (Koizumix Production 명의) (1992년 12월 16일, 미니 앨범)
18. TRAVEL ROCK (1993년 11월 21일)
19. オトコのコ オンナのコ (1996년 11월 21일)
20. KYO→ (1998년 10월 7일)
21. Inner Beauty (1999년 5월 21일, 미니 앨범)
22. KYO→2 〜Anniversary Song〜 (2001년 2월 21일, 미니 앨범)
23. 厚木I.C. (2003년 4월 23일)
24. Nice Middle (2008년 11월 26일)
25. Live Session (iTunes Exclusive) - EP (2009년12월16일)※배신한정
26. Koizumi Chansonnier (2012년10월24일)

#### 베스트 앨범
1. SUPER BEST THANK YOU KYOKO (1983년 11월 21일, 카세트 판매만)
2. Absolute Best For CD (1984년 7월 5일, CD 판매판)
3. Celebration (1984년 12월 5일)
4. Melodies 〜Kyoko Koizumi Song Book (1985년 8월 21일)
5. Do You Love Me (1985년 12월 25일)
6. ザ・ベスト (1986년 12월 16일)
7. Ballad Classics (1987년 12월 1일)
8. CD FILE Vol.1 (1987년 12월 16일)
9. CD FILE Vol.2 (1987년 12월 16일)
10. CD FILE Vol.3 (1987년 12월 16일)
11. Best of Kyong King (1988년 12월 17일)
12. Ballad Classics II (1989년 12월 16일)
13. CD FILE VOL.4 (1989년 3월 21일)
14. K2 Best Seller (1992년 3월 21일)
15. anytime (1994년 12월 1일)
16. 89-99 collection (Koizumix Production 명의) (1999년 12월 19일)
17. 89-99 VINYL COLLECTION (Koizumix Production 명의) (1999년, 아날로그 레코드)
18. KYON3 〜KOIZUMI THE GREAT 51 (2002년 12월 18일)
19. K25 〜KYOKO KOIZUMI ALL TIME BEST〜 (2007년 3월 21일)
20. 裏K25 〜KOIZUMI KYOKO ALL TIME BEST 19→38〜 (2008년 2월 13일, 착신 한정)
21. コラボレーキョン (2011년 2월 16일)
22. Kyon30〜なんてったって30年!〜 (2012년 3월 21일)
23. Kyon30 extra (2012년 3월 21일, 착신 한정)

#### 그 외 앨범
1. SEPARATION KYOKO (1983년 9월 5일, 카세트 판매만)
2. Kyon Kyon倶楽部 (1984년, 카세트 판매만)
3. 夏のタイムマシーン (1988년 7월 6일, 3곡에서의 미니 앨범)
4. Fade Out Super Remix Tracks (1989년 7월 28일)
5. Super Remix Tracks II (1990년 9월 5일)
6. KYON2「とかげ」を読む。 (1993년 9월 22일)
7. MASTER MIX PARTY (Koizumix Production 명의) (1993년 10월 21일)

## 출연 작품

### 드라마
- 1985년 《소녀에게 무슨 일이 생겼는가》
- 1989년 《서로 사랑하고 있나!》
- 1992년 《당신만 보이지 않아》
- 1997년 《멜로디》
- 1999년 《연애결혼의 법칙》
- 2001년 《사랑, 몇 년 쉬셨습니까?》
- 2003년 《맨하탄 러브스토리》
- 2003년 《선생님의 가방》
- 2003년 《무사시 MUSASHI》
- 2003년 《수박》 바바 마리코 역
- 2005년 《상냥한 시간》
- 2006년 《세라복과 기관총》
- 2007년 《스무살의 연인》
- 2010년 《자만 형사》 제7화
- 2012년 《속죄》
- 2012년 《최후로부터 두 번째 사랑》
- 2013년 《아마짱》
- 2014년 《속 최후로부터 두 번째 사랑》
- 2016년 《후지 패밀리》
- 2017년 《후지 패밀리 2017》
- 2017년 《슈퍼샐러리맨 사에나이씨》
- 2024년 《사랑 후에 오는 것들》 사에키 시즈코 역

### 영화
- 1983년 《10층의 모스키토》
- 1984년 《학생제군!》
- 1986년 《내 여자에게 손대지마》
- 1988년 《쾌도루비》
- 1990년 《이나무라 제인》
- 1991년 《초소녀 REIKO》
- 1992년 《병원에 가자2》
- 1997년 《무지개를 잡는 남자》
- 1998년 《춤추는 대수사선 THE MOVIE》
- 1999년 《공범자》
- 2001년 《바람꽃》
- 2001년 《음양사》
- 2002년 《우울한 청춘》
- 2003년 《록커즈》
- 2004년 《SURVIVE STYLE 5+》
- 2005년 《공중정원》
- 2006년 《눈에게 바라는 것》
- 2006년 《눈물이 주룩주룩》
- 2007년 《열흘밤의 꿈》
- 2007년 《사쿠란》
- 2007년 《오다기리 조의 도쿄 타워》
- 2007년 《텐텐》
- 2007년 《야지키타 도중 테레스코》
- 2008년 《도쿄 소나타》
- 2008년 《구구는 고양이다》
- 2010년 《마더워터》
- 2010년 《춤추는 대수사선 더 무비 3: 녀석들을 해방하라》
- 2011년 《간주남 간주녀》 오카다 마유미 역
- 2011년《매일 엄마》
- 2013년《리얼 완전한 수장룡의 날》
- 2013년《츠야의 밤: 어떤 사랑에 관련된 여성들의 이야기》
- 2016년《불편한 과거》
- 2017년《산책하는 침략자》 - 의사 역
- 2018년《먹는 여자》